# Zaouïa (édifice religieux)
Pour la ville de Libye, voir Zaouïa (Libye).
 (avril 2018).
Si vous disposez d'ouvrages ou d'articles de référence ou si vous connaissez des sites web de qualité traitant du thème abordé ici, merci de compléter l'article en donnant les références utiles à sa vérifiabilité et en les liant à la section « Notes et références ».

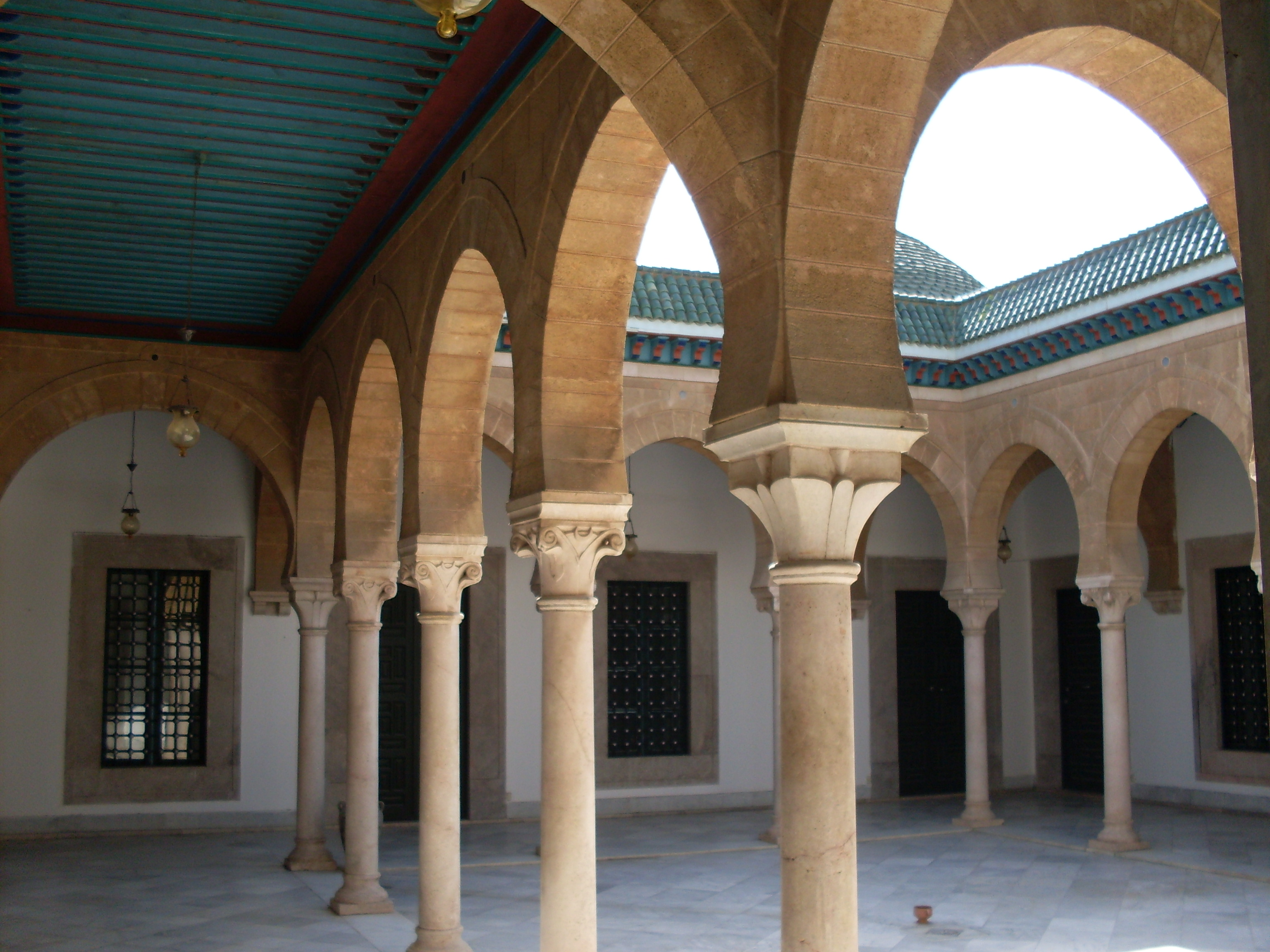
Zaouïa Sidi Al Bahi à Tunis.

Une zaouïa (en arabe : زاوية), également retranscrit zaouiya, zawiya ou zawiyah, et appelé zaviye en turc, ou encore dahira au Sénégal, est un édifice religieux musulman qui constitue le centre autour duquel une confrérie soufie se structure. Par extension, elle désigne souvent la confrérie elle-même.
Le terme zaouïa est surtout usité en Afrique du Nord. Au Moyen Orient, on trouve les termes khanqah, tekke ou tekiyeh, et en Asie du Sud, le mot darga.

## Description

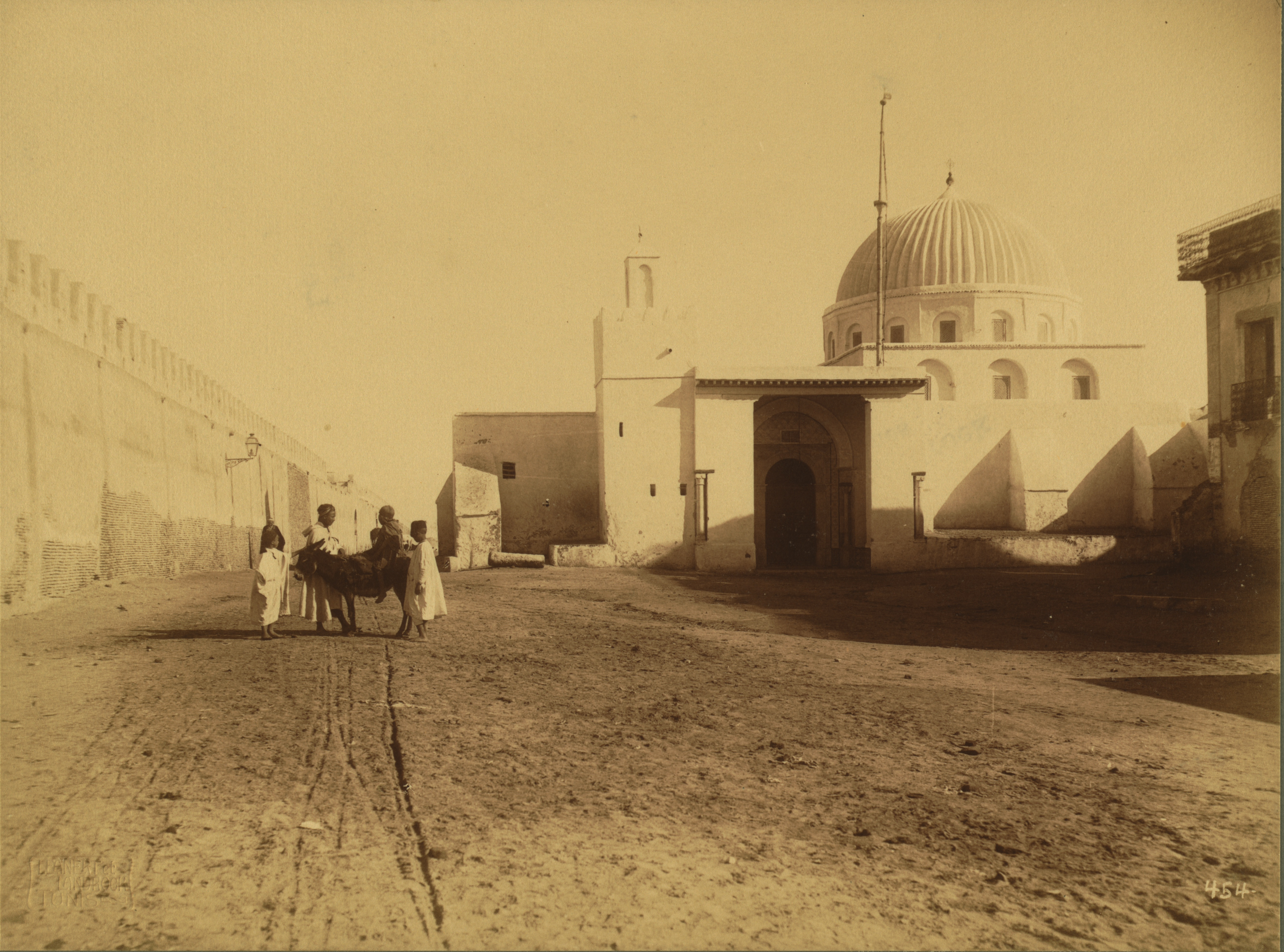
Une zaouïa aux côtés des murs de la ville de Kairouan en Tunisie dans le début du XXe siècle.

Dans les premiers siècles de l'islam, ce terme désigne un emplacement ou un local réservé à l'intérieur d'une structure plus vaste où les soufis (mystiques) pouvaient se retirer avec quelques élèves, comme le laisse entendre le sens de la racine du mot arabe (« angle » ou « recoin »).
Le mot vient également du mot arabe inzawa qui veut dire « se retirer », ce qui donne au lieu sa charge sémantique de lieu de retraite. À partir du XIIIe siècle, les premières zaouïa comme bâtiment indépendant (ou groupe de bâtiments indépendants) apparaissent en Syrie et en Égypte, comme lieu de réunion général des premières confréries soufies. À partir de la fin du XIVe siècle, ce mot désigne un complexe religieux comportant une mosquée, des salles réservées à l'étude et à la méditation ainsi qu'une auberge pour y recevoir les indigents. On y effectue les pratiques spirituelles, on y étudie et on y enterre les saints fondateurs des tariqa.
Les confréries sont alors dotées grâce aux donations de gens fortunés et à la pratique du waqf.

## Histoire
Au Maghreb, au sens historique, une zaouïa fut plus qu'une simple confrérie recrutant des adeptes. Les zaouïas, qui connurent au Maghreb une naissance et une propagation avec des adaptations de culte populaire entre le XIe et le XIIIe siècle, vont se faire, pour la plupart d'entre elles, promotrices de la vie sociale. Surtout dans les espaces où la pensée régionaliste est forte, et plus particulièrement en Algérie et Tunisie et au Maroc.
Là où le particularisme religieux fut fortement imprégné du malékisme mélangé à un passé kharijito-chiite révolu, les zaouïas donneront leurs définitions dans leurs buts et leurs champs d'action. Par ce particularisme, elles redéfinissent un islam adapté aux besoins populaires. On observe le même phénomène dans tout le Maghreb, d'autant plus que plusieurs zaouïas sont trans-maghrébines (exemple: Qadiriya, Chadhiliyya...)
Ainsi, on assiste aux cultes des saints, aux fêtes liées à un événement relatif au bonheur populaire comme le moussem. Les zaouïas vont également représenter au Maghreb une force propre aux volontés populaires. Ce seront elles qui canaliseront le combat, le jihad populaire pendant la colonisation française de l'Algérie, par exemple, où la plupart des résistances sont portées par les confréries religieuses (Révolte des Mokrani 1871). Par la suite, l'autorité coloniale a annexé les biens habous au domaine public, privant ainsi les zaouïas d'auto-financement. Les marabouts ont aussi été instrumentalisés pour servir la politique coloniale. Et paradoxalement, on retrouve les Oulémas qui demandent l'application de la loi de 1901 portant sur la laïcité en France afin de dénoncer cette instrumentalisation. Ces mêmes oulémas combattront aussi, dans une volonté réformiste, les pratiques jugées archaïques et incompatibles avec l'islam.

## Organisation des confréries au sein des zaouïas[3]

### Cheikh
Au sommet de la hiérarchie est placé le cheikh, directeur spirituel et temporel de l'ordre. Il est considéré comme le dépositaire de la Connaissance (ma'rifat) du Dieu clément et miséricordieux, et sa personne véhicule le flux bénéfique de la sainteté (la baraka); cela en fait tout naturellement, en tant que « héritier des Prophètes », une « porte » permettant d'accéder au Divin. Le cheikh est l'homme qui aurait une connaissance parfaite de la loi divine, qui serait arrivé à la perfection dans l'art de connaître les infirmités et les maux dont les âmes sont affligées, mais aussi les remèdes propres à guider ces âmes dans la voie de Dieu. C'est un véritable pontife, fondateur ou héritier de l'enseignement spécial à la tariqa, le seul qui en posséderait tous les secrets, que Dieu aurait honoré de tous les titres divins (wali, soufi, qotb, ghout, etc.). Personnage magnanime, austère, synthétisant toutes les vertus, toutes les sciences, ayant, dit-on de lui, le don des miracles ; en un mot, le vrai continuateur de la tradition que tant d'hommes célèbres ont illustrée par leur piété et leur savoir soufi, derviche, marabout.
Le cheikh ne reconnaît d'autre puissance, au-dessus de la sienne, que celle de Dieu et de Mahomet ; nulle pensée ne l'inspire, sinon celles que lui suggérerait Dieu lui-même ou son initiateur (le fondateur de la confrérie) tout puissant, assis dans l'autre monde à côté du trône souverain et habité par les sentiments de l'Être suprême. Tel est, au sens mystique du mot, le cheikh, comme le conçoivent les croyants soufis, adeptes ou serviteurs de la confrérie placée sous son patronage.

### Le calife
Au deuxième rang se trouve le calife (khalifa) ou lieutenant (remplaçant) du cheikh, son coadjuteur dans les pays éloignés, investi d'une partie de ses pouvoirs et délégué auprès des fidèles. On le désigne parfois sous le nom de naïb (intérimaire) qui, comme son nom l'indique, exerce tous les pouvoirs du khalifa sans être officiellement investi de ce titre.

### Muqaddem/Moqaddem
Au-dessous du khalîfa, on trouve le muqaddam (représentant, pl. muqaddim), sorte de vicaire régional, exécuteur des instructions que le cheikh lui transmet, oralement ou par des lettres, son délégué auprès du peuple, le vrai propagateur des doctrines de la tariqa, l'âme de la confrérie, tantôt missionnaire, tantôt directeur d'un couvent, professeur ('âlim) lettré ou ignorant ; il est l'initiateur du commun qui sollicite son appui.
Il remplit en cela le rôle du daï des ismaélites et a les mêmes attributions, les mêmes droits et les mêmes devoirs. Le muqaddam non encore titularisé porte, comme le khalîfa, le titre de nâ'ib (intérimaire) (vicarius alterius, pl. nuwwâb).
Les muqaddim ont généralement des agents spéciaux, sortes d'émissaires montés (râkib, au pl. rukkâb), spécialement chargés de prévenir les adeptes du jour de l'arrivée du maître, de donner connaissance aux frères assemblés des instructions, écrites ou verbales, que le muqqadam leur fait parvenir de temps à autre, et d'assurer les relations des adeptes avec le chef de l'ordre. Dans certaines confréries (Rahmaniya, Taïbiya, Hansaliya), ces auxiliaires portent le nom de chaouch.

### Les ikhwan et autres adeptes
Enfin, vient, au dernier échelon de la hiérarchie, la masse des adeptes qui reçoivent différents noms, suivant la confréries à laquelle ils appartiennent : leur nom générique est ikhwan (frères) en Afrique septentrionale, et derviches en Orient. Mais en réalité, ces termes, qui rappellent sans cesse à l'affilié le lien intime qui l'attache à ses coreligionnaires reliés à la même source divine, la tariqa, ne sont employées, pour le premier, que dans les ordres dérivés de la khalwatiyya, particulièrement dans celui des Rahmaniya, et pour le second dans ceux issus des doctrines chadéliennes, principalement dans celui des Derkaoua.
Les Qadiriya et leurs dérivés ont conservé le nom de adjir (locataire). Les Tidjaniya appellent leurs adeptes 'asḥâb (compagnons) et les confréries locales (Cheikhiya, Ammariya, Sellamiya ou Soulamiya, Boualiya) ayant, généralement, un marabout comme patron, les nomment Khuddâm (serviteurs). Les adeptes des confréries sont parfois désignés par les autres musulmans et par leurs supérieurs eux-mêmes, comme étant des « 'asḥâb » les compagnons, les amis ; souvent aussi ils ajoutent à cette désignation l'expression 'as'ḥâb-al-fatwa, compagnons de la décision ; 'as'ḥâb-al-bisâṭ, compagnons du tapis ou de la natte (servant à la prière) ; 'as'ḥâb-aṭ-Ṭariqa, compagnons de la voie ; 'asḥâb-ach-Chebd, compagnons du zèle, du lien à la même foi, ou encore 'asḥâb-al-yad, compagnons de la main. On emploie aussi, pour l'ensemble de l'ordre, 'ahl-al-Ṭariqa, les gens de la voie, etc.
Les faveurs célestes auxquelles aspirent les adeptes d'une confrérie, à quelque degré de la hiérarchie qu'ils appartiennent, ne sont pas exclusivement réservées aux hommes : les femmes bénéficient aussi des mânes bienfaisantes que répandent le cheikh fondateur et ses disciples ; en conséquence de quoi, elles obtiennent leur affiliation à l'Ordre qu'elles suivent, et parviennent même au grade de muqaddema (masculin: muqaddam). On les désigne sous le nom générique de khawniyât ou khouatât, féminin pluriel de ikhouan.

## Quelques zaouïas au Maghreb

### Algérie
- Zaouïa Habria est une sorte d'ordre mendiant, marqué par la pauvreté, rêvant d'une cité utopique sans riches ni pauvres. Elle prescrit le refus d'obéissance à tout pouvoir temporel et le désintéressement des biens de ce monde. Elle compte de nombreux adeptes en Algérie dans l’Oranie et a pour centre principal les montagnes de l'Ouarsenis. Cette confrérie a joué un tel rôle dans l'histoire du Maghreb qu'Octave Depont et Xavier Coppolani écrivaient en 1897 que dans tous les mouvements insurrectionnels en Algérie et au Maroc on trouvait la main de la confrérie Chadhiliyya-Derkaoua. Cette Zaouïa Derkaoua al-Habria se trouve sur l'axe Oujda, Ahfir, Saïdia, Tétouan (Maroc), Oran et Tlemcen (Algérie).
- Zaouia Benmechih (Djelfa,Hassi-Bahbah)fondé 1772
- Zaouïa Sidi Vahloul Ouassem à Cheurfa n Bahloul, XVe - XVIe siècle.
- Zaouïa Sidi Abu Yaaza Mahaji al-Jazairi (Sidi Bouazza Al Mahaji d.1277/1860
- Zaouïa Sidi Ahmed b. Aliwa (Cheikh Ahmed Al-Alawi d.1349)
- Zaouia Sidi Yahia El Aidli (Tamokra, Bejaïa)(1443)
- Zaouia Sidi Hadj Hassaine (Béjaia/Chemini)(1350)
- Zaouïa Sidi Hachimi Tlemsani (1381).
- Zaouïa Sidi Mustafa Abdessalam Filali (1401).
- Zaouïa Sidi Abdellqadir Aissa (d.1412).
- Zaouïa Sidi Mohammed Belqayad (Cheikh Mohammed Belkaïd d.1413/1998).
- Zaouia Sidi Ahmed Benyoucef Errachidi (Miliana).
- Zaouia Si ben Alî Chrif (Akbou).
- Zaouia Sidi Benchâa[4]
- (dz) « Sidi Benchaa : BENCHAA »
- Zaouia Sidi Bel-Ezrag.
- Zaouia Sidi Abdelrahmane Al Wali Al Yagoubi (Nédroma)
- Zaouia de Sidi Benamar (Fillaoussenne).
- Zaouïa Boudarga.
- Zaouia Sidi Moulebhar.
- Zaouïa de Si Tayeb Al Mahaji à Oran M'dina-Jdida
- Zaouïa Qadiriya
- Zaouïa el-Alaouia, Sidi Ahmed Ben Alioua le fondateur de la tarika el-Alaouia de Mostaganem (1867-1934).
- Zaouïa Chadhiliyya.
- Zaouia Lalla Rahmaniya (Alger).
- Zaouia Sidi M'hand Oumalek (Tifrit n'Ath oumalek).
- Zaouia Sidi Moh ouAli elhadj (Tifrit n'Aït el Hadj).
- Zaouïa Thaâlibiya, fondateur Sidi Abderrahmane Thaalibi.
- Zaouïa Sennoussia dite Essanousiya du Cheikh Bentekouk.
- Zaouia Sidi Serhane.
- Zaouïa Taîbiya, Moulay Abdallah Chérif né au cours du XVIe siècle.
- Zaouïa Dradra est une zaouïa fondée dans les Aurès par el-Hachemi Benderdour[5] au début du XXe siècle en Algérie.
- Zaouia Sidi Boukachabia à Oued l'aneb.
- Zaouia Sidi-Wahhab.
- Zaouïa de Aïoun El Berranis 1870 près de Taghmaret (Takhemaret).
- Zaouia Sidi Yakkout.
- Zaouïa Derkaouia.
- Shadhiliya-Darqawiya-Mahajiya
- Zaouïa Sidi Mohammed b. Qaddur Wakili (Sidi Mohammed Ben Kaddour Al Oukili).
- Zaouïa Sidi Mohammed al-Habri Azzawi (Sidi El Hebri d.1313/1898).
- Zaouïa Sidi Mohammed Boudali (Sidi Boudali).
- Zaouïa Sidi Mohammed Bouzidi al-Jazairi (Cheikh El Bouzidi d.1824/1909).
- Zaouia tijaniya

### Maroc

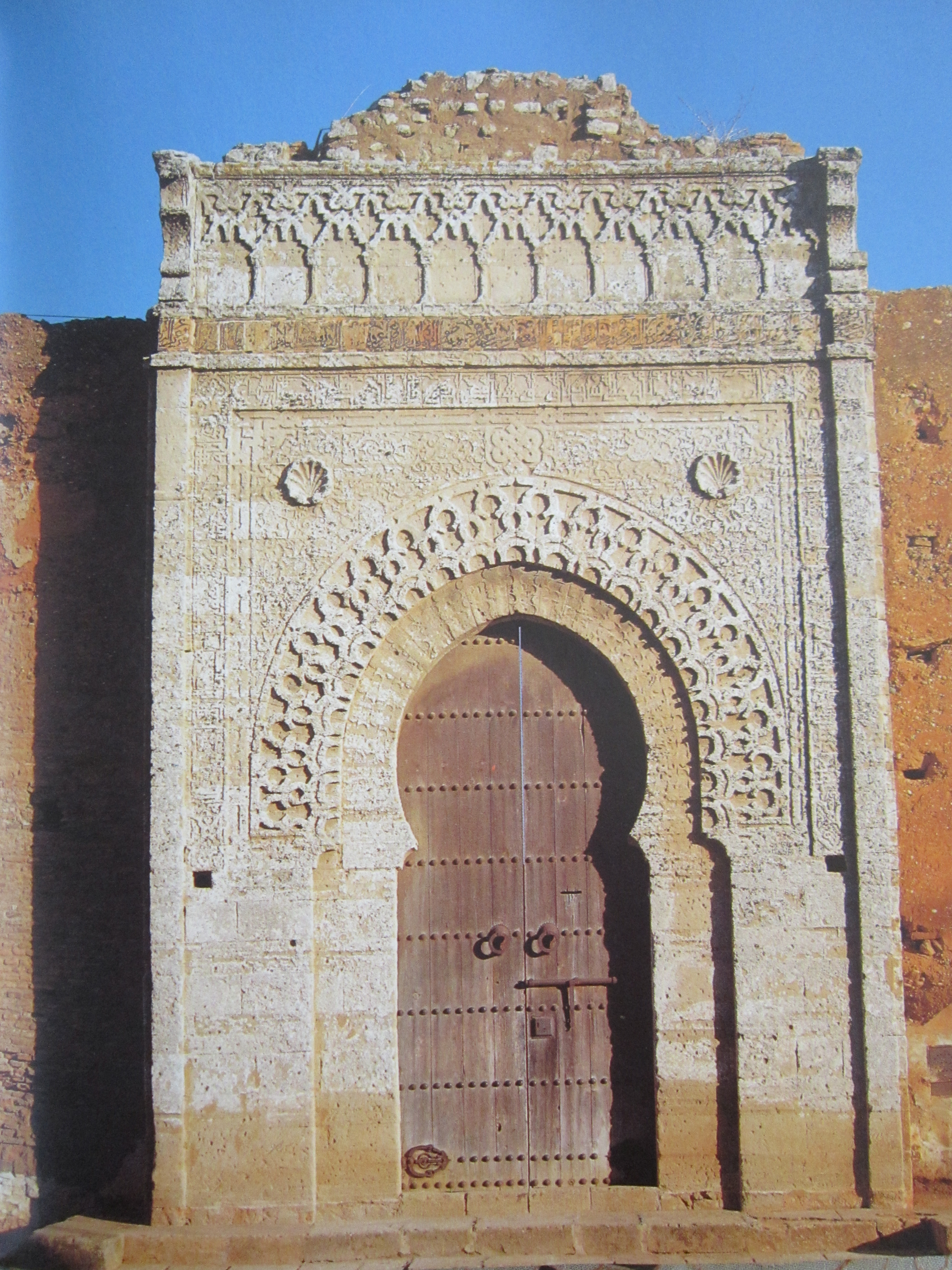
Zaouiya Annoussak à Salé édifiée par Abu Inan Faris en 1356

- Zaouïa Aïssawa qui fut fondée par Sidi Mohamed ben Aïssa né en 1523 à Meknès.
- Zaouïa Ahansal fondée par Sidi Said Ahansal vers 1397[6]
- Zaouïa Bouatlaoui[7] fondėe par Sidi Ali Bouatel marabout des tribus du Sahara dont les Ouled Dlim les Chrarda et les Zirara, située à Zaouiet Cherradi 35 km de Marrakech
- Zaouïa Bouzidiyya
- Zaouïa Cherqaouiyya
- Zaouïa Derkaouiyya créée par un chérif Idrisi Moulay Larbi Derkaoui.
- Zaouïa Habria Derkaouiyya Oujda
- Zaouïa Hamdouchiyya
- Zaouïa Hamzaouiyya
- Zaouïa Harrakiyya
- Zaouïa Idrissiyya
- Zaouïa Assidiqiyya
- Zaouïa Kettaniyya
- Zaouïa Moulay Brahim
- Zaouïa Nassiriyya
- Zaouïa Ouezzaniyya
- Zaouïa de Dila
- Zaouïa Qadiriya Boutchichiya
- Zaouïa Taghiyya
- Zaouïa Tijanya
- Zaouia Ghazalia
- Zaouïa Timguidcht
- Zaouïa Touzaniyya
- Zaouïa Ghaziyya
- Zaouïa Touhama
- Zaouïa Sidi Ali Ben Sidi Larbi Benazzouz Derkaouiyya Souk Larbaa du Gharb
- Zaouïa Sidi Arbi Ben Sayeh
- Zaouïa Sidi Ben Achir
- Zaouïa Moulay Bouaazza (en)
- Zaouia Sidi Ali Ibn Harzihim
- Zaouia Sidi Ahmed abu al-Abbas al-Khazraji as-Sabti
- Zaouia Talbia

### Tunisie
- Zaouïa de Sidi Abdelkader - Béja
- Zaouïa de Sidi Baba Ali Smadhi - Béja
- Zaouïa de Sidi Bou Arba - Béja
- Zaouïa de Sidi Bouteffaha - Béja
- Zaouïa de Sidi Salah Zlaoui - Béja
- Zaouïa de Sidi Taieb - Béja
- Zaouïa de Sidi Boulbaba - Gabès
- Zaouïa de Sidi Ali El Mekki - Ghar El Melh
- Zaouïa de Sidi Brahim El Jemni - Houmt Souk
- Zaouïa de Sidi Sahbi - Kairouan
- Zaouïa de Sidi Amor Abada - Kairouan
- Zaouïa de Sidi Abid El Ghariani - Kairouan
- Zaouïa de Lalla Manoubia - La Manouba
- Zaouïa de Sidi Abdelaziz - La Marsa
- Zaouïa de Sidi Ben Azzouz - Nefta
- Zaouïa de Sidi Al Bahi - Tunis
- Zaouïa de Sidi Belhassen Chedly - Tunis
- Zaouïa de Sidi Ben Arous - Tunis
- Zaouïa de Sidi Brahim Riahi - Tunis
- Zaouïa de Sidi Kacem El Jellizi - Tunis
- Zaouïa de Sidi Mahrez - Tunis
- Zaouïa de Sidi Boudaouara. Sfax
- Zaouïa de Sidi Bou Saïd - Sidi Bou Saïd
- Zaouïa de Sidi Bouzid - Sidi Bouzid
- Zaouïa de Sidi Daoud - Sidi Daoud